# یونانی آرکادی قبرسی
Arcadocypriot یا آخه‌ای جنوبی یک گویش یونانی باستان بود که در آرکادیا در پلوپونز مرکزی و در قبرس صحبت می‌شد. شباهت آن به یونانی میسنی، نشان می‌دهد که Arcadocypriot از نسل آن است.
در قبرس این لهجه فقط با استفاده از هجای قبرسی نوشته می‌شد. گسترده‌ترین متن باقی‌مانده از این گویش، لوح ایدالیون است، که منبع ادبی مهمی در مورد واژگان است که از فرهنگ واژگان دستور زبان قرن پنجم پس از میلاد، هسیخیوساست.